# Nuovo cuoco milanese economico
Il Nuovo cuoco milanese economico che contiene la cucina grassa, magra e d'olio e serve pranzi all'uso inglese, russo, francese ed italiano utile ai cuochi, ai principianti ed ai particolari, esperimentato dal cuoco milanese Giovanni Felice Luraschi è un manuale di cucina di Giovanni Felice Luraschi, originariamente pubblicato dalla Carrara di Milano nel 1829 e poi ampliato con la terza edizione del 1853. L'opera è divenuta un punto di riferimento della cucina milanese e lombarda.

## Descrizione
Il Nuovo cuoco milanese economico è l'unica opera di Giovanni Felice Luraschi, cuoco milanese considerato uno degli ideatori della cosiddetta "cucina borghese", ovvero quella non più limitata alla classe nobile, che faceva un consistente uso della carne oltre che di sapori decisi e contrasti dolci-salati. Il manuale, da non confondere con Il cuoco milanese e la cuciniera piemontese di Francesco Pagnoni, contiene una prima sezione dedicata ai precetti generali sui pasti e una seconda che è il vero e proprio ricettario. Tra le preparazioni contenute vi sono il risotto alla milanese e la galantina di cappone, che verranno codificate da Pellegrino Artusi in La scienza in cucina e l'arte di mangiar bene (1891). L'edizione del 1853 del Nuovo cuoco milanese economico presenta la prima ricetta stampata del panettone che, essendo un piatto di umili origini, non veniva mai citato nei principali trattati di gastronomia.